# Vàlvula ileocecal
La vàlvula ileocecal és un múscul de l'esfínter situat a la cruïlla de l'intestí prim (ili) i l'intestí gros. La seva funció fonamental és limitar el reflux del contingut del còlon a l'ili.
Aproximadament, a través del seu orifici ileocecal entren diàriament dos litres de líquid al còlon.